# اسلون ۷۸۷۵۶
سیارک ۷۸۷۵۶ (به انگلیسی: 78756 Sloan، نامگذاری:2002TX349) هفتاد و هشت هزار و هفتصد و پنجاه و ششمین سیارک کشف شده‌است که در ۱۰ اکتبر ۲۰۰۲ کشف شد.